# 愛の法則
「愛の法則」(The Pleasure Principle)は、ジャネット・ジャクソンの楽曲で、3枚目のスタジオ・アルバム『コントロール』から6枚目のシングルとして発売された。

## 解説
作詞作曲とプロデュースを手がけたモンテ・ムーアはプリンスが結成したバンド、ザ・タイムのキーボーディストを務めていた人物で、『コントロール』のアルバムを手がけたジャム&ルイスもメンバーであった。
ミュージック・ビデオの監督はドミニク・セナが務めた。ビデオはTシャツとジーンズを着たジャネットがダンスを練習しているところを描写しており、快楽原則について歌う部分ではソロのダンス・パフォーマンスを見せる。このビデオは批評家から特徴的と評され、1988年のMTV Video Music Awardsでは2部門にノミネートされ、その内の1つを受賞した。
「愛の法則」はジャネットの多くのツアーで演奏され、直近では2019年のリズム・ネイションの30周年記念公演で演奏された。プロモーション出演の時にもこの曲が演奏されることがあり、2006年のビルボード・ミュージック・アワードでも披露された。2008年、ジャネットのランジェリー・ブランドにこの曲の名前が付けられた。

## 収録曲
日本盤 7"シングル
1. 愛の法則
2. コントロール (ビデオ・エディット)

## チャート
| チャート (1987年)                     | 最高位 |
| ------------------------------------- | ------ |
| オーストラリア (Kent Music Report)    | 50     |
| ベルギー (Ultratop 50 Flanders)       | 17     |
| カナダ トップシングルス (RPM)         | 35     |
| ヨーロッパ (European Hot 100 Singles) | 74     |
| アイルランド (IRMA)                   | 23     |
| オランダ (Dutch Top 40)               | 15     |
| オランダ (Single Top 100)             | 25     |
| ニュージーランド (Recorded Music NZ)  | 37     |
| UK シングルス (OCC)                   | 24     |
| US Billboard Hot 100                  | 14     |
| US Dance Club Songs (Billboard)       | 1      |
| US Dance Singles Sales (Billboard)    | 8      |
| US Hot R&B/Hip-Hop Songs (Billboard)  | 1      |
| US キャッシュボックス Top 100         | 13     |

| チャート (1987年)                                 | 順位 |
| ------------------------------------------------- | ---- |
| 全米 クロスオーバー・シングル (Billboard)         | 7    |
| 全米 ダンス・クラブ・ソングス (Billboard)         | 20   |
| 全米 ホットR&B/ヒップホップ・ソングス (Billboard) | 34   |